# Antemiusz
Prokopiusz Antemiusz, Procopius Anthemius (ok. 415, zm. 11 lipca 472 w Rzymie) – cesarz zachodniorzymski od 12 kwietnia 467 do 11 lipca 472 roku n.e. Jego żoną była Eufemia – jedyna córka cesarza Marcjana.

## Pochodzenie i rodzina
Antemiusz pochodził z Konstantynopola. Jego dziad od strony matki, również Antemiusz, był prefektem pretorium Wschodu (praefecto praetorio Orientis) w latach 405–414 i konsulem w 405. Jego ojciec Prokopiusz był magister militum i zasłynął jako wódz za panowania cesarza Teodozjusza II. Miał też brata Prokopiusza, a jego żoną została Eufemia, córka wschodniorzymskiego Marcjana z jego pierwszego małżeństwa. Doczekał się z nią pięciorga dzieci:
- Alipii, żony Rycymera od 467,
- Antemiolusa, (małego Antemiusza, ur. po 453, zm. 471), który zginął w bitwie w Galii,
- Flawiusza Marcjana (ur. przed 469, zm. 484), męża Leoncji (córki Leona I),
- Prokopiusza Antemiusza,
- Romulusa.

## Kariera
Jako komes w 453/454 po ślubie z Eufremią prowadził działania w Tracji i nad Dunajem w obronie granic imperium. Po wykonaniu tych zadań otrzymał od cesarza Marcjana nominację na konsula w 455 i patrycjusza.
Przez cesarza Leona I został wyznaczony na cesarza zachodniorzymskiego i wysłany z dużą armią i flotą do Rzymu. Oficjalnie wybrano go na cesarza 12 kwietnia 467 w miejscowości Brontotas pod Rzymem. Przez zachodnich Rzymian (m.in. przez Rycymera) nazywany był pogardliwie "Greczynkiem" (Graeculus). Na jego cześć 1 stycznia 468 Sydoniusz Apollinaris wygłosił panegiryk. Nowy cesarz obdarzył Sydoniusza prefekturą Rzymu i tytułem patrycjusza.
W 468 roku wspólnie z cesarzem wschodniorzymskim podjął nieudaną próbę zniszczenia państwa Wandalów w Afryce. Genzeryk podstępem zniszczył większość floty rzymskiej, a Marcellinus, który po zajęciu Sardynii przygotowywał atak na Sycylii został tam zamordowany. Zajęte przez armię wschodniorzymską wybrzeże Libii, zostało odzyskane przez Wandalów, tak jak Sardynia. Ich łupem padła także Sycylia.
W Galii zdrady dopuścił się prefekt pretorium Arwand, który doradzał Wizygotom i Burgundom niezawieranie pokoju z "greckim cesarzem" i podział Galii między siebie. Został on uwięziony i skazany w Rzymie na śmierć. Wyroku nie wykonano i zamieniono na wygnanie. Na miejsce Arwanda na początku 469 Antemiusz mianował prefektem pretorium Galii Magnusa Feliksa, który wywodził się z galijskiej arystokracji i został też obdarzony przez cesarza tytułem patrycjusza. Magnus sprawował urząd prefekta przez rok i kolejnym prefektem w Galii został na krótko Eutropiusz. W 471 zastąpił go na dwa lata Polemiusz. Nominowani przez Antemiusza dowódcy byli ze sobą skoligaceni, a obsadzanie tego stanowiska przez arystokrację galijską świadczyło o staraniach cesarza, by pozyskać lojalność wpływowych rodów w Galii dla Cesarstwa.
Sytuację w Galii po upadku Arwanda w 469 wykorzystał król Wizygotów Euryk, który zajął Caesarodunum Turonum (obecne Tours) i Avaricum (obecne Bourges). Wcześniej pokonał króla Bretonów (rex Brittionum) z Armoryki Riothamusa, który poparł władzę Antemiusza i podjął walkę z Wizygotami. Klęska 12 tysięcy Bretonów nastąpiła pod Vicus Dolensis (obecne Déols). Komes Paweł z pomocą Franków zaatakował Wizygotów na południe od Loary, nie zdołał jednak odzyskać zajętych przez Euryka miast. Powstrzymał jednak napór Wizygotów na północną Galię. W 471 cesarz wysłał armię przeciwko Eurykowi, by odzyskać południową Galię. W bitwie nad Rodanem zginął Antemiolus, syn Antemiusza, a armia rzymska poniosła klęskę.

## Upadek
Po tych klęskach Antemiusz utracił znaczenie na rzecz swojego zięcia Rycymera, który postanowił pozbawić go władzy. Do wybuchu otwartego konfliktu doszło, gdy Antemiusz w 470 skazał na śmierć za czary między innymi Romanusa, zaufanego Rycymera na stanowisku magister officiorum. Rycymer wycofał się z wiernym sobie wojskiem do Mediolanu, a Antemiusz pozostał w Rzymie. Mediacja biskupa Epifaniusza odroczyła starcie na pewien czas. Latem 471 Rycymer ruszył na Rzym. Przez kilka miesięcy 471 i 472 zbuntowany wódz oblegał Rzym, w którym bronił się Antemiusz. Cesarzowi próbował pomóc oddział Ostrogotów pod wodzą Widimera i oraz niejaki Bilimer jako rector Galliarum (być może tożsamy z Widimerem), który został jednak pokonany i zabity przez Rycymera. Dzięki pomocy przybyłego z Galii królewicza burgundzkiego Gundobada, który zajmował stanowisko magister militum nadane przez Antemiusza, udało się Rycymerowi zdobyć Rzym. Po wdarciu się do miasta przez szturmujących, cesarz usiłował ukryć się w przebraniu żebraka, został jednak rozpoznany i 11 lipca 472 ścięty przez Gundobada, w istniejącym do dziś kościele pod wezwaniem męczennika Chryzogona (obecnie S. Crisogono in Trastevere).
Niektórzy historycy twierdzą, że wykazywał sympatie propogańskie. Ze względu na przyjazne kontakty z arianinem Filoteusem i przybycie do Rzymu z Egiptu filozofa Messiusza Febusa Sewerusa (Messius Phoebus Severus), który został prefektem miasta, konsulem i patrycjuszem, cesarz popadł w konflikt z papieżem Hilarym. Doprowadził też do odnowienia Amfiteatru Flawiuszy w Rzymie.